# المسيحية في البحرين

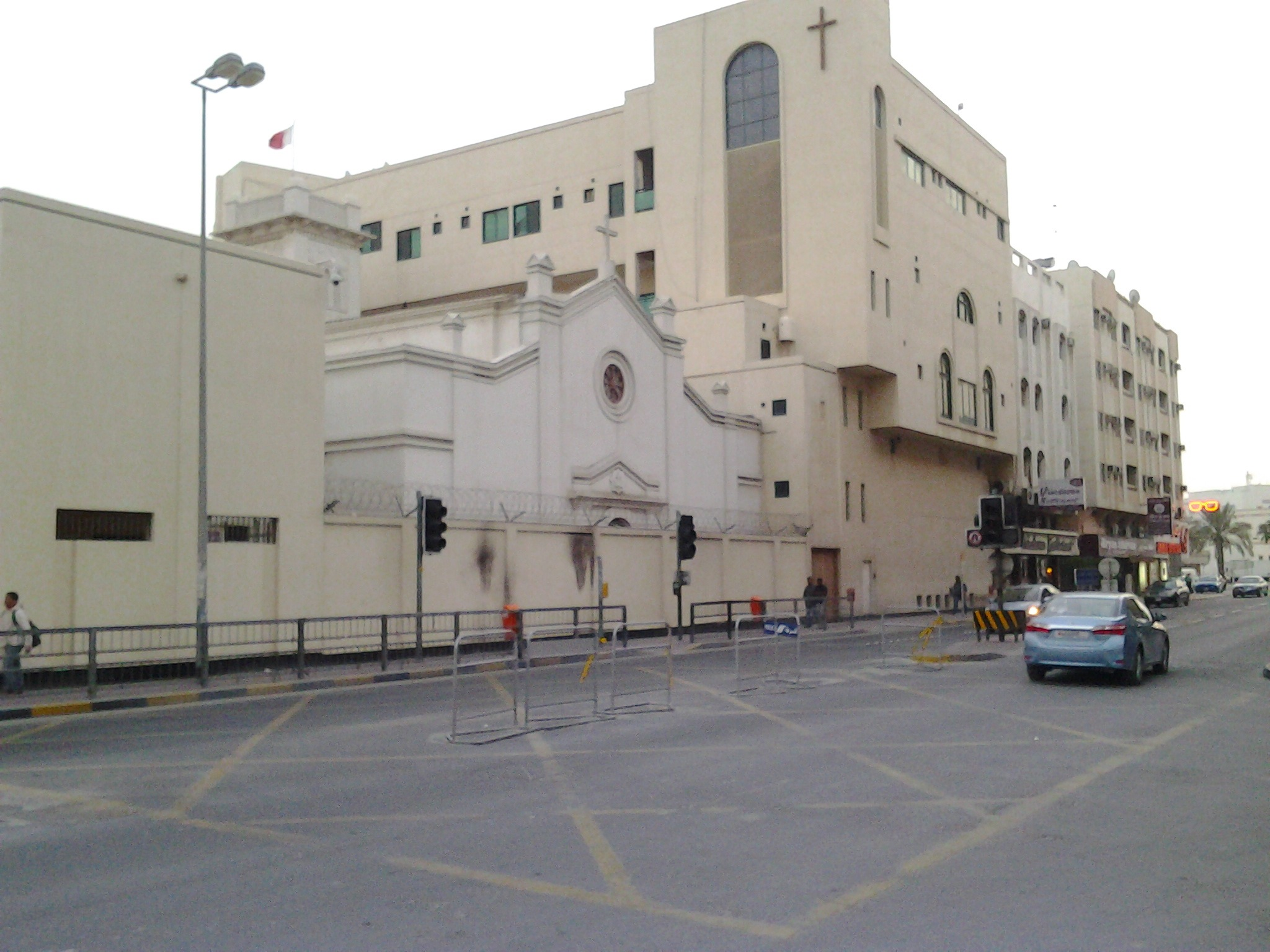
كنيسة القلب المقدّس الكاثوليكيّة في البحرين.

تُشكّل المسيحية في البحرين ثاني أكثر الديانات انتشاراً بين السكان بعد الإسلام، ووفقًا لتقديرات مركز بيو للأبحاث عام 2010 بلغت نسبة المسيحيين في البحرين حوالي 14.5% من سكان البلد، وأكثرهم وافدون فضلاً عن 1,000 مواطن مسيحي من حملة الجنسية البحرينية. يَكثر المسيحيون في محافظة العاصمة وفي منطقة المخارقة، حيث لديهم 19 كنيسة معظمها في العاصمة المنامة.
كمعظم بلدان مجلس التعاون لدول الخليج العربية تتوزع الكنائس بين الكاثوليك والبروتستانت والأرثوذكس ويمارس هؤلاء شعائرهم الدينية بحرية كاملة، وفقًا للتقديرات الإحصائية يبلغ عدد المسيحيين نحو 250 ألف مسيحي من أصل 500 ألف وافد مقابل 700 ألف مواطن بحريني وبإجمالي عدد السكان 1,200 مليون نسمة. تأتي الكنيسة الرومانية الكاثوليكية في مقدمة الطوائف المسيحية من ناحية العدد مع 110 ألف نسمة، تليها الكنائس البروتستانتية والأرثوذكسية.
احتضنت البحرين تاريخياً قبائل عربية مسيحية، وفي القرن الخامس كانت البلاد مركزاً رئيسياً للمسيحية النسطورية، وضمت على أديرة للرهبان حيث لا تزال اليوم العديد من قرى جزيرة المحرق تحتفظ بأسماء مسيحية وتعكس هذا الإرث المسيحي، مثل قرية الدير. ومع انتشار الإسلام في القرن السابع اختفى الوجود المسيحي في المنطقة. يعود تاريخ المسيحية الحديث في البحرين إلى أوائل القرن العشرين، مع نشاط الإرسالية الأمريكية العربية في المنطقة وقدوم عائلات مسيحية من العراق وإيران وفلسطين وتركيا إلى البحرين، والتي حصلت لاحقاً على الجنسية البحرينيَّة. ومع مجيء الطفرة المالية للبحرين، واكتشاف النفط في عقد 1960، توافد الالآف من العمال الأجانب والوافدين، ونتيجة لذلك نمت وتزايدت أعداد المسيحيين في المملكة. يُذكر أن مجلس الشورى البحريني يضم عضوين من المسيحيين البحرينيين، وهما أليس سمعان (من أصل عراقي-تركي) وهالة رمزي فايز (من أصل مصري) ووالدها من مؤسسي وزارة الصحة في البحرين.

## تاريخ

### العصور المبكرة

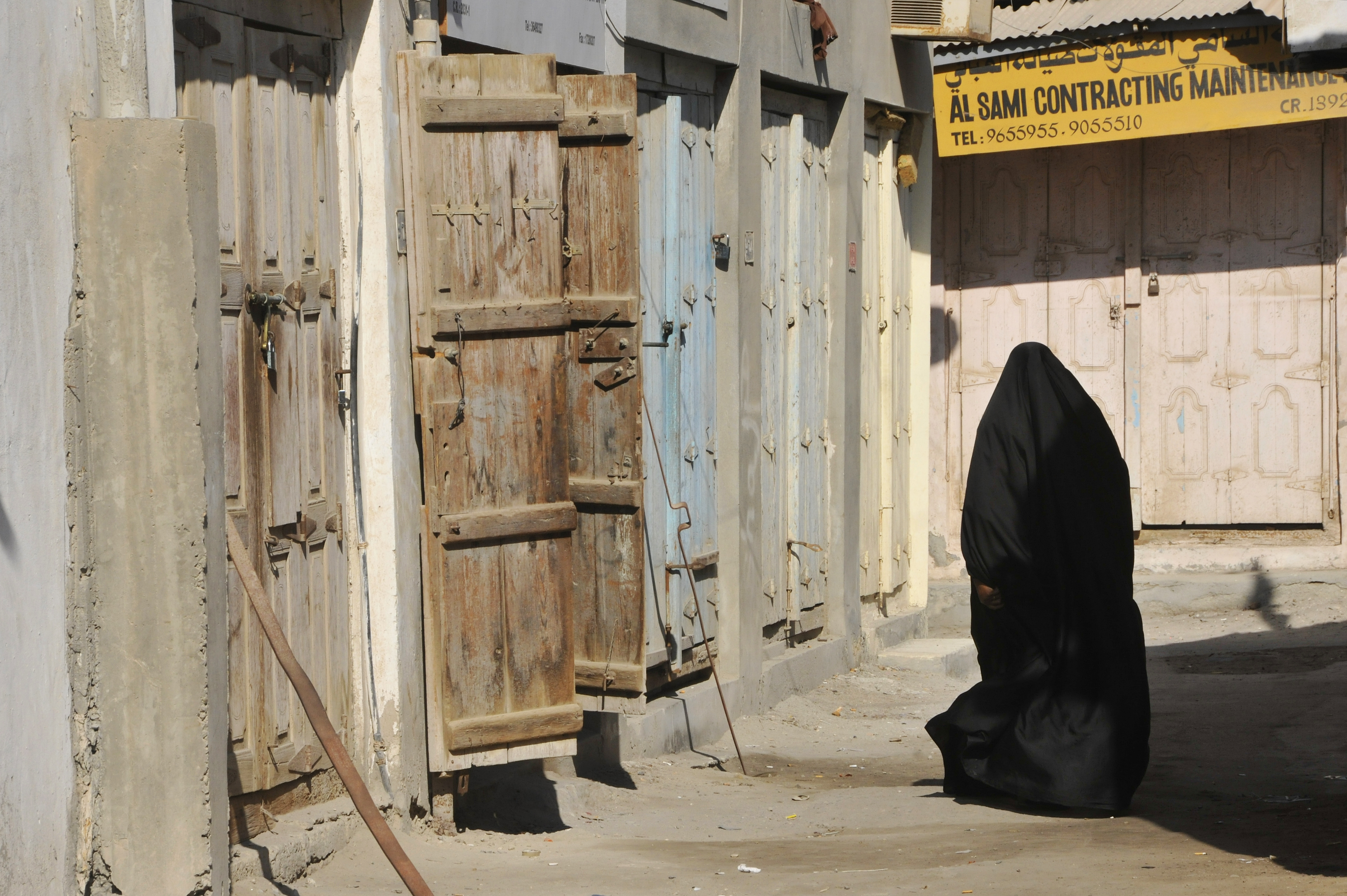
لا تزال اليوم العديد من قرى جزيرة المحرق تحتفظ بأسماء مسيحية.

قبل ظهور الإسلام، كانت البحرين مركزاً للمسيحية النسطورية. وكان للمسيحية في عُمان عدة قبائل وأساقفة ذكرهم ياقوت، وكذلك هو الحال في الساحل الشرقي أي قطر والبحرين والإمارات حالياً، فإلى جانب الوثنية التي لم تختف من تلك النواحي فإن بني تميم إحدى أكبر قبائل العرب كانوا من المسيحيين يرأسهم المنذر بن سادي ومن مشاهير تلك الحقبة بشر بن عمرو وطرفة بن العبد. وذكر ابن خلكان أن جميع قبائل العراق اليمانية الأصل قد تنصّرت بما فيها تيم اللات وكلب والأشعريون وتنوخ ومنها انتقلوا نحو البحرين وذلك خلال القرن الرابع.
في القرن الخامس كانت البحرين مركزًا رئيسيًا للمسيحية النسطورية وكنيسة المشرق، وكانت مدينة سماهيج مقر رئيس الأساقفة. وبقيت البحرين مركزًا للمسيحية النسطورية حتى تبني البحرين الإسلام عام 629. على الرغم من تعرض النساطرة في كثير من الأحيان للاضطهاد من قبل الإمبراطورية البيزنطية، ولكن كون البحرين خارج سيطرة الإمبراطورية فلم يتعرضوا للاضطهاد فيها. كان سكان البحرين قبل الإسلام يتألفون من العرب المسيحيين (معظمهم من قبيلة عبد القيس) والفرس (الزرادشتيين) واليهود والمزارعين الناطقين باللغة الآرامية. وفقاً للباحث روبرت بيرترام سرجينت، قد يكون البحارنة من المستعربين من «أحفاد المتحولين من السكان الأصليين المسيحيين (الآراميين) واليهود والفرس الذين كانوا يسكنون الجزيرة والمقاطعات الساحلية المزروعة في شرق شبه الجزيرة العربية في وقت الفتح الإسلامي». وكانت المجتمعات المسيحية في شرق شبه الجزيرة العربية قبل الإسلام متنوعة عرقياً ولغوياً وكانت عبارة عن مجموعة من السكان القبليين المختلطين من المتنصرين العرب جزئياً ومن أصول أخرى والذين ربما كانوا يتحدثون لغة عربية قديمة مختلفة. وكان الناس المستقرون في البحرين قبل الإسلام من المتحدثين باللغة الآرامية وإلى حد ما من المتحدثين باللغة الفارسية، في حين عملت اللغة السريانية كلغة ليتورجية. ولا تزال اليوم العديد من قرى جزيرة المحرق تحتفظ بأسماء مسيحية وتعكس هذا الإرث المسيحي، منها قرية الدير.
بقيت قبيلة عبد القيس في شرق الجزيرة العربية في الغالب نسطورية قبل القرن السابع. وفي أواخر القرن السابع عُقد مجمع كنسي محلي في العراق وقّع عليه أساقفة من قطر والبحرين ما يدلّ على عدم انقراض المسيحية في تلك النواحي، لتكون بداية القرن الثامن موعد ذلك، وقد نقلت بعض الوثائق العائدة للبطريرك أيشوعاب الثالث أن القبائل التي تبعت كنيسته في عمان قد اعتنقت الإسلام هربًا من فرض تسليم «نصف ثروات المسيحيين لمسلمين»، وهو ما دفع قسمًا آخر للهجرة نحو الأحواز، ولا يمكن تعميم ما حصل في عمان على سائر المناطق، علمًا أنه في الأحوال العاديّة كان مقدار الجزية أربع دنانير ذهبية للأغنياء وديناران لمتوسطي الحال ودينار واحد عن الأحداث، ويعفى منها الفقراء والمسنون وذوو العاهات ورجال الدين والنساء.

### العصور الحديثة

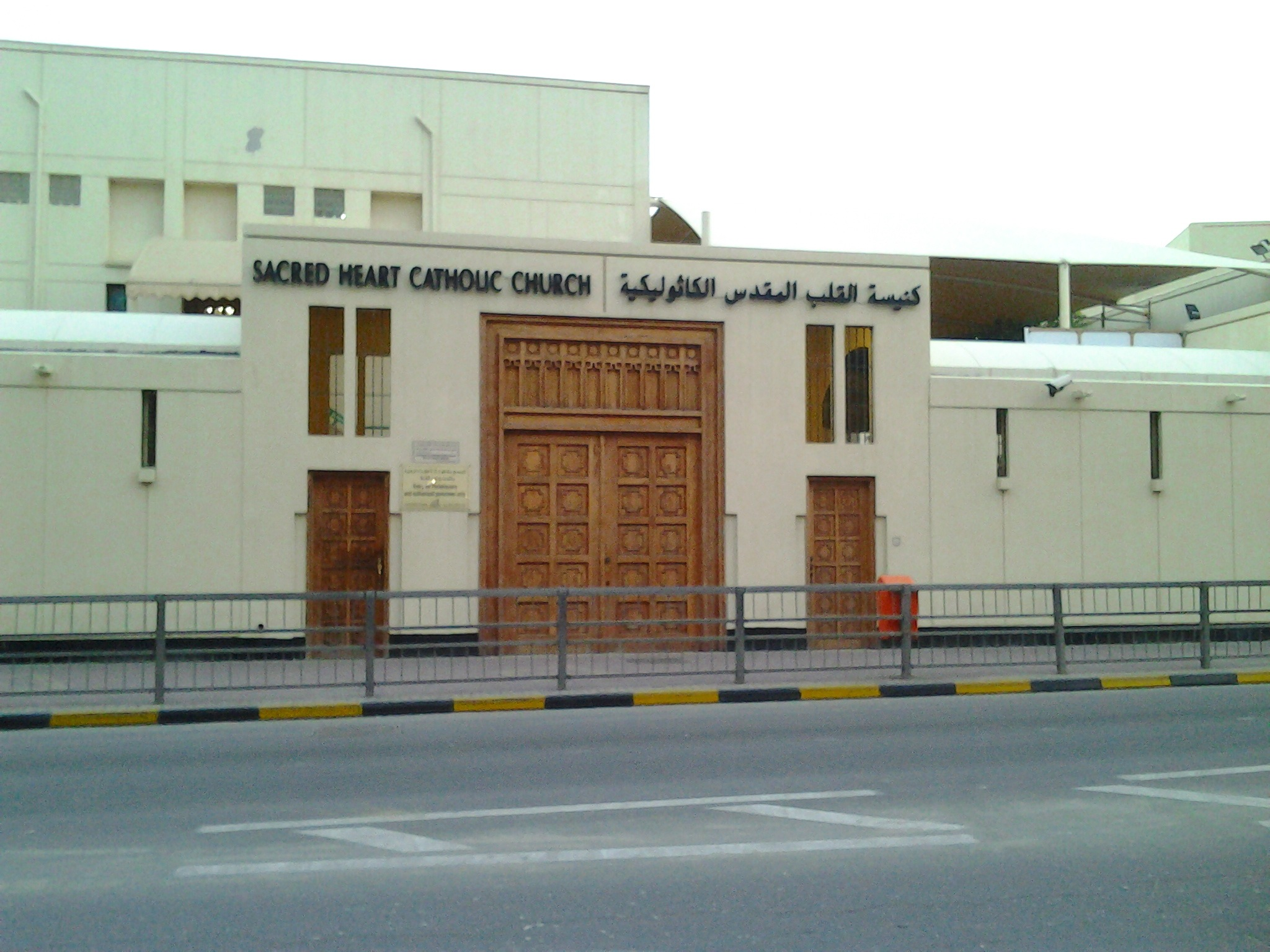
كنيسة القلب المقدّس الكاثوليكيّة في البحرين.

افتتحت «الإرسالية الأمريكية العربية» البروتستانتيّة مركزها في مدينة البُصرة عام 1891، ومنها انطلقت إلى مناطق الخليج العربي، وبدأت الإرسالية عملها من البحرين حيث افتتحت في مدينة المنامة فرعاً لها عام 1892. واتخذ اثنان في الإرسالية صفة طبيب وقد وصلا مع زوجتيهما بالإضافة إلى سيدتين أخرتين غير متزوجتين، يرافقهم سبعة أشخاص من المساعدين الناطقين بالعربية مهمتهم تسهيل التعامل مع السكان. وتأسست أول مدرسة للتعليم بالأسلوب الغربي الحديث من قبل الإرسالية في عام 1892، وأتبعتها بعدة مدارس أخرى، واحدة منها خُصصت للبنات، لكن عدد التلاميذ بقي قليلاً بسبب قلق الآباء من تحول أبنائهم عن دينهم، إذ كان البرنامج اليومي للدراسة يبدأ عادة بالصلاة المسيحية وقراءة الإنجيل، فضلاً عن احتواء المنهج التعليمي على درس خاص لتعليم الكتاب المقدس مع دروس الإنجليزية والعربية والجغرافيا والتاريخ والحساب. وفي أوائل القرن العشرين كانت البحرين خالية من الأطباء وتعتمد على الطب الشعبي، وبالتالي قدّم المبشرون البروتستانت الخدمات الصحية عبر المستوصف الصحي الذي افتتح في مقر الإرسالية، وكذلك عبر المستشفيات التي أنشؤوها في فترات متعاقبة مثل مستشفى «ثيودور مايسون» عام 1903، و«ماريون ويلز التذكاري للنساء والأطفال» عام 1926.
بحسب عدة تقارير تقع في البحرين أقدم كنيسة في منطقة الخليج العربي والتي بنيت قبل 100 سنة تقريباً، وأسسها المبشرون الإنجيليون الأميركيون والذي قاموا أيضاً بتأسيس مستشفى الإرسالية الأمريكية، والكنيسة معروفة اليوم بالكنيسة الإنجيلية الوطنية البروتستانتية ويعود تاريخها إلى عام 1906، خلال القرن العشرين هاجرت عائلات مسيحية من العراق وإيران وفلسطين والأردن وتركيا إلى البحرين للعمل فيها في مجال الطب والتعليم والهندسة والتجارة، ومع استقلال البلاد حصلت هذه العائلات لاحقاً على الجنسية البحرينيَّة، ويصل عدد المسيحيين البحرينيين إلى ألف مواطن يحملون الجنسية البحرينية، ولدى الإرسالية الأميركية صندوق بريد يحمل الرقم واحد على مستوى المملكة نظراً لأقدميّتها، وهو أول صندوق بريد في تاريخ البحرين. وقد بنيت أول كنيسة كاثوليكية في الخليج العربي في العصر الحديث في عام 1939 على أرض قدمها أمير البحرين.

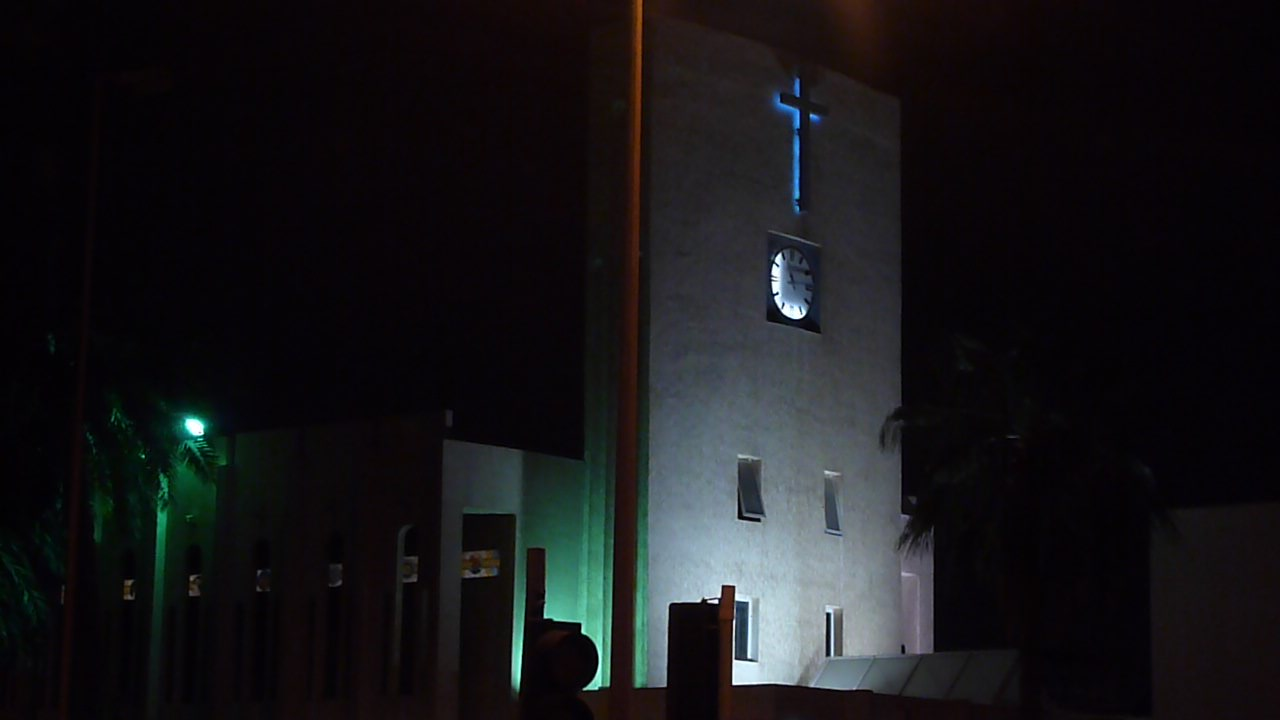
الكنيسة الإنجيليَّة الوطنية في البحرين.

أقامت البحرين علاقات دبلوماسية مع الفاتيكان في عام 1999. بعد الاحتجاجات البحرينية عام 2011، حاصر المتظاهرون الشيعة من الحي المجاور لكنيسة القلب المقدس الكاثوليكية المصلين، وكتبوا شعارات على الجدران، وأحرقوا إطارات أمام جدران الكنيسة وفقاً لجمعية البحرين لمراقبة حقوق الإنسان والشبكة البحرينية لحقوق الإنسان. وقد أدانت جمعية حقوق الإنسان البحرينية وشبكة البحرين لحقوق الإنسان هذه السلوكيات باعتبارها تخريبًا غير لائق. في أغسطس عام 2012 قرّر الكرسي الرسولي نقل مقر النيابة الرسولية لشمال شبه الجزيرة العربية من الكويت إلى البحرين بسبب أن البحرين هي الأقرب إلى المملكة العربية السعودية، حيث معظم يعيش أعضاء النيابة فيها. وهناك سبب آخر للنقل هو أن البحرين لديها سياسة التأشيرات أكثر تساهلاً.
تضم البلاد على أكبر كنيسة كاثوليكية في الخليج العربي وهي «كاتدرائية سيدة العرب» والتي شيدت في منطقة العوالي جنوبي المنامة، عاصمة البلاد. وأفتتحت «كاتدرائية سيدة العرب» في ديسمبر عام 2021. وتبرع الملك حمد بن عيسى بن سلمان آل خليفة بالأرض للكنيسة بناءًا على طلب من البابا بندكت السادس عشر في ديسمبر من عام 2008، ويغطي البناء حوالي 9,000 متر مربع. وأضحت المقر الرئيسي للنيابة الرسولية لشمال شبه الجزيرة العربية، وهي مفتوحة أيضًا أمام الطوائف المسيحية الأخرى. وقد وقعت احتجاجات من مختلف الجماعات الإسلامية ضد التبرع بالأرض. على الرغم من أن البحرين لديها عدد قليل من السكان المسيحيين المحليين من حملة الجنسيَّة البحرينيَّة، فإن معظم المسيحيين في البحرين هم من المغتربين من الهند والفلبين وسريلانكا ولبنان والدول الغربيَّة. كثير من المسيحيين يعبرون الحدود من المملكة العربية السعودية من أجل التعبد في البحرين، حيث لا توجد كنائس في السعودية كما أنَّ ممارسة المسيحية فيها ممنوع علنًا.

## الطوائف المسيحية

### الكاثوليكية

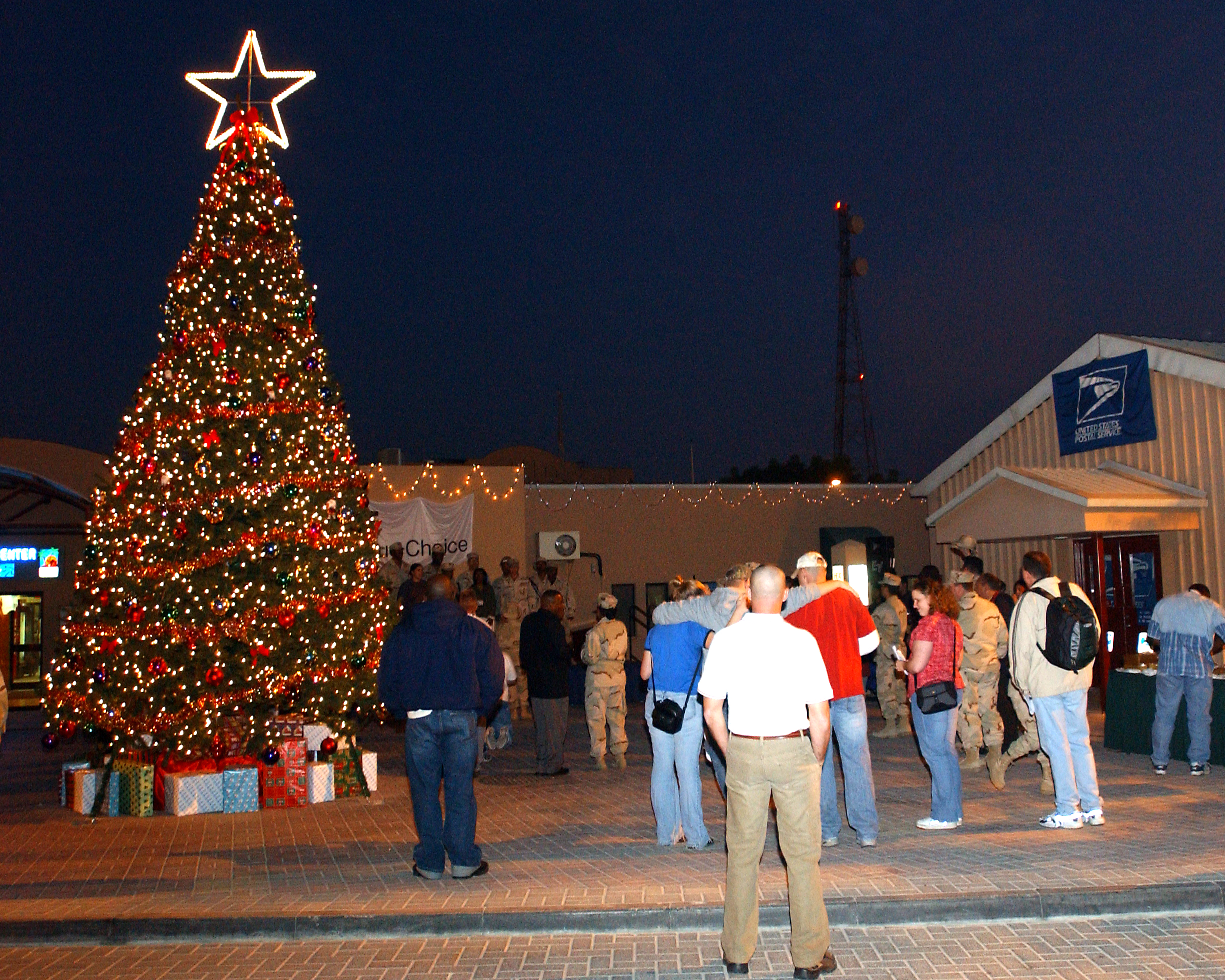
جانب من احتفالات عيد الميلاد في البحرين عام 2004.

الكنيسة الكاثوليكية في البحرين هي جزء من الكنيسة الرومانية الكاثوليكية في جميع أنحاء العالم تحت القيادة الروحية للبابا في روما. وفقاً لمركز بيو للأبحاث بلغ تعداد الكاثوليك في البحرين عام 2010 حوالي 110,000 شخص أو 8.9% من سكان المملكة البحرينيَّة. معظم الكاثوليك في البحرين من المغتربين القادمين من الهند والفلبين وسريلانكا ولبنان والدول الغربية وغيرها من الدول، إلى جانب أقلية من المواطنين المسيحيين الذين يحملون الجنسية البحرينية. وترعى النيابة الرسولية لشمال شبه الجزيرة العربية أحوال الكاثوليك في المملكة. في أغسطس 2012 انتقل مقر النيابة الرسولية لشمال شبه الجزيرة العربية من الكويت إلى البحرين. وفي عام 2021 تم تدشين أكبر كنيسة كاثوليكية في شبه الجزيرة العربية والخليج العربي في عوالي، جنوب المنامة باسم كاتدرائية سيدة العرب، وكان قد قدم الملك حمد بن عيسى آل خليفة أرض الكنيسة بطلب من البابا بندكت السادس عشر في ديسمبر 2008 ومساحتها 9000 متر مربع لتستوعب 2,600 شخص وبكلفة تصل إلى 30 مليون دولار. وستكون الكاتدرائية مقرًا للنيابة الرسولية لشبه الجزيرة العربية وأيضًا وستفتح أبوابها للطوائف المسيحية الأخرى. الكاتدرائية، بالإضافة لكنيسة القلب المقدس هما الكنيستان الكاثوليكيتان الوحيدتان في البحرين. وقد وقعت احتجاجات من مختلف الجماعات الإسلامية على تقديم الأرض للكنيسة. ويعبر الرعايا الكاثوليك القاطنين في المملكة العربية السعودية الحدود من السعودية إلى البحرين لممارسة العبادة المسيحية، حيث لا توجد كنائس في السعودية كما أنَّ ممارسة الشعائر المسيحية ممنوعة علنًا.

### طوائف مسيحية أخرى
وفقاً لمركز بيو للأبحاث بلغ تعداد البروتستانت في البحرين عام 2010 حوالي 60,000 شخص أو 4.6% من سكان المملكة البحرينيَّة. كما وفقاً لمركز بيو للأبحاث بلغ تعداد الأرثوذكس في البحرين عام 2010 حوالي 10,000 شخص أو 1% من سكان المملكة البحرينيَّة. العديد من أتباع الكنيسة الأرثوذكسية الشرقية في البحرين هم من أصول يونانيَّة وروسيَّة وعربيَّة (روم أنطاكيون) والهنديَّة (مسيحيو مار توما)، وينتمي الأرثوذكس الشرقيين في البحرين تقليديًا إلى ولاية بطريركية أنطاكية وسائر المشرق للروم الأرثوذكس. تم تنظيم الرعية الأرثوذكسية الشرقية في البحرين في عام 2000 من قبل المطران قسطنطين باباستيفانو لبغداد والكويت (1969-2014)، والذي كان له أيضًا سلطة كنسيَّة على الأرثوذكس الشرقيين في البحرين والإمارات العربية المتحدة. ويتبع العديد من المواطنين المسيحيين الذين يحملون الجنسية البحرينية المذهب الأرثوذكسي والبروتستانتي.

## المجتمعات المسيحية

### الوافدون
إثر النمو الاقتصادي المحقق في دول مجلس تعاون الخليج العربي وفدت إلى هذه الدول أعداد كبيرة من المغتربين حول العالم كان منهم أيضًا مئات الآلاف من الشوام والعراقيين والمصريين ومن ضمنهم مسيحيون عرب؛ وحالياً معظم المسيحيين في البحرين هم من المغتربين من الهند والفلبين وسريلانكا ولبنان وأمريكا الجنوبية وأمريكا الشمالية ومختلف الدول الأوروبيَّة، وكمعظم بلدان الخليج تتوزع الكنائس بين البروتستانت والكاثوليك والأرثوذكس ويمارس هؤلاء شعائرهم الدينية بحرية كاملة، ووفقًا للتقديرات الإحصائية يبلغ عدد المسيحيين نحو 250 ألف مسيحي من أصل 500 ألف وافد مقابل 700 ألف مواطن بحريني وبإجمالي عدد السكان 1,200 مليون نسمة. وبحسب التعداد السكان عام 2010 كان حوالي 45% من مجمل الوافدين في البحرين من المسلمين في حين أن حوالي 55% من مجمل الوافدين من غير المسلمين، وبحسب معطيات التعداد السكاني عام 2010 كان 14.5% من سكان مملكة البحرين من المسيحيين.

### المسيحيون البحرينيون

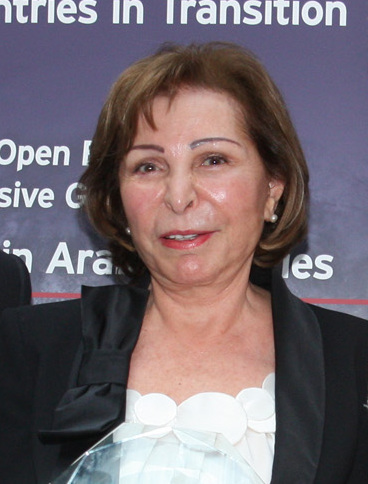
أليس سمعان: سياسية بحرينية مسيحيَّة كانت أول امرأة ترأس برلمان في الشرق الأوسط في أبريل 2005.

تصل أعداد المواطنين المسيحيين الذين يحملون الجنسية البحرينية إلى حوالي 1,000 نسمة.(1) وغالبيّة المسيحيين البحارنة تعود أصولهم إلى العراق وإيران وتركيا وفلسطين والأردن، بالرغم من وجود أعداد أقل تعود أصولهم إلى لبنان وسوريا والهند. ولا يزال الكثير منهم يحتفظ بالسمات الثقافيّة لأوطانهم الأصلية. على سبيل المثال، فإن العديد من المسيحيين من أصول شاميَّة يتكلمون باللهجة الشاميّة بدلًا من اللهجة البحرينية. بالإضافة إلى ذلك حافظ المسيحيين على الأطباق التقليديّة والمطبخ لأوطانهم الأصلية.
غالبيّة المواطنين البحرينيين المسيحيين هم من الأرثوذكس الشرقيين أو من البروتستانت (أعضاء في الكنيسة الإنجيليَّة الوطنية في البحرين)، وتُعتبر الكنيسة الأرثوذكسية واحدة من أكبر الطوائف المسيحية بين المواطنين المسيحيين البحرنيين. ويتمتع المسيحيين بالعديد من الحريات الدينية والاجتماعية، وحتى في العضوية في الحكومة البحرينية. وتقليدياً يتبع الأرثوذكس البحرينين إلى سلطة بطريركية أنطاكية وسائر المشرق للروم الأرثوذكس، ونظمت الأبرشية الأرثوذكسية الشرقية في البحرين في عام 2000 من قِبل الأسقف قسطنطين باباستيفانو لمتروبوليت بغداد والكويت (1969-2014)، الذي كان له أيضًا سلطة كنسية على الكنيسة الأرثوذكسية الشرقية في البحرين والإمارات العربية المتحدة.
توجد في البحرين حاليًا حوالي 100 عائلة بحرينية مسيحيّة أكبرها حوالي ست أسر مسيحية بحرينية وهي حيدر ونصيف وسمعان واوجي ووديع وأنطون. تقليديًا قطنت العوائل البحرينيّة المسيحية في الطرف المحاذي لمستشفى الإرسالية الأميركية والذي حلّ مكانه مدرسة الرجاء الحاليّة. وترجع أصول غالبية العوائل المسيحية البحرينية إلى العراق وإيران وبيوتهم كانت متلاصقة مع بيوت المسلمين البحرينيين.
 ويملك المسيحيون البحرينيون مقبرة قرب الكنيسة الأنجيلية الوطنية في المنامة.
البحرين هي واحدة من دول مجلس التعاون الخليجي والتي يقطن فيها سكان محليين مسيحيين، إلى جانب الكويت، والتي تحوي أيضًا على عدد من السكان المسيحيين العرب ولكن بأعداد أقل بكثير، مع حوالي 290 مواطن مسيحي. يُذكر أن مجلس الشورى يضم عضوين من المسيحيين البحرينيين، وهما أليس سمعان (من أصل عراقي) هي أيضًا سفيرة البحرين في المملكة المتحدة وهالة رمزي فايز (من أصل مصري) ووالدها من مؤسسي وزارة الصحة في البحرين. وفقًا لدراسة المؤمنون في المسيح من خلفية مسلمة: إحصاء عالمي وهي دراسة أجريت من قبل جامعة سانت ماري الأمريكيّة في تكساس سنة 2015 وجدت أن عدد المسلمين في البحرين المتحولين للديانة المسيحية يبلغ حوالي 1,650 شخص.

#### أعلام مسيحيو البحرين
- رمزي فايز: شغل منذ بدايات ستينات القرن العشرين مناصب عدة في وزارة الصحة في البحرين.
- هالة قريصة: سياسية بحرينية تشغل حاليا عضوية مجلس الشورى منذ 2010.[40]
- أليس سمعان: سياسية بحرينية وسفيرة مملكة البحرين الحالية لدى هولندا. سمعان أول امرأة ترأس برلمان في الشرق الأوسط في أبريل 2005 عندما ترأست مجلس الشورى المعين.[41]
- يوسف حيدر: من أبرز وجوه لعبة التنس الارضي وكرة القدم بالبحرين، وشغل مناصب اجتماعية عدة منها المستشار الإداري لمستشفى الارسالية الاميركية وأمين سر اللجنة العربية للكنيسة الانجيلية الوطنية وغيرها؛ يُلقب «بشيخ الطائفة المسيحية البحرينية».[42]

## كنائس البحرين

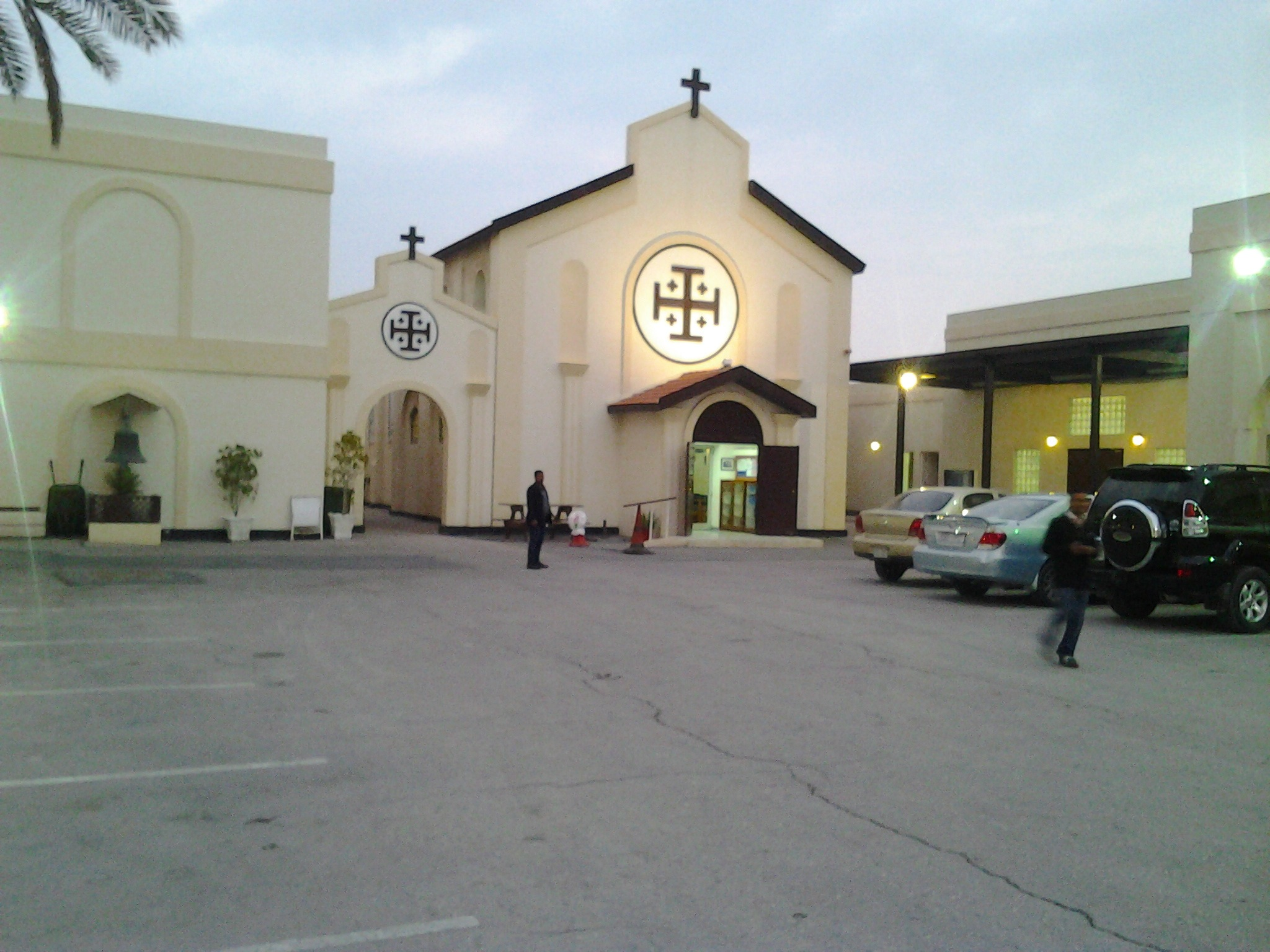
كنيسة سانت كريستوفر الإنجليكانيّة في البحرين.

إجمالي عدد الكنائس في البحرين الرسميَّة المسجلة تحت مظلة وزارة التنمية الاجتماعية عام 2017 هو 19، وتم بناء مجمع للكنائس على غرار ما هو معمول به في سلطنة عمان وقطر، بعد أن تبرع ملك البحرين حمد بن عيسى بن سلمان آل خليفة بالأرض ويجري الإعداد لإنشائه. وتتوزع هذه الكنائس الطوائف البروتستانتيَّة والكاثوليكيَّة والأرثوذكسيَّة وهؤلاء يمارسون شعائرهم الدينية بحرية كاملة:
- الكنيسة الانجيلية الوطنية: وهي أقدم كنيسة في البحرين والخليج العربي ومنذ العام 1911.
- كنيسة القلب المقدس في المنامة: كنيسة كاثوليكية.
- كنيسة سانت كريستوفر: كنيسة أنجليكية.
- كنيسة سانت ماري: كنيسة أرثوذكسية سريانية.
- كنيسة عوالي: كنيسة متعددة المذاهب.
- كاتدرائية سيدة العرب: وهي كنيسة كاثوليكية وأكبر كنيسة في الخليج العربي.[43]
- وهناك 30 كنيسة مسجلة رسمياً، لكنها لا تملك مباني وتمارس طقوسها في الفنادق أو المنازل، منها الكنيسة القبطية التي لم يتسن للأقباط بناء كنيسة خاصة بهم بعد.

## حواشي
1: الإحصاء يظهر مجموعتان: «مسلمين» و«آخرون». الغالبية العظمى من المواطنون الآخرين هم مسيحيين.

## مواقع خارجية
- كنيسة القديس كريستوفر